# Pirámide de Seila
La pirámide de Seila o de El-Qalah es una pequeña pirámide escalonada situada en Seila, entre el gran oasis de El Fayum y la orilla occidental del Nilo. Construida sobre la colina de Gebel el-Rus, a 124 m de altura, el sitio domina la zona este del oasis y ofrece vistas del valle del Nilo al este.

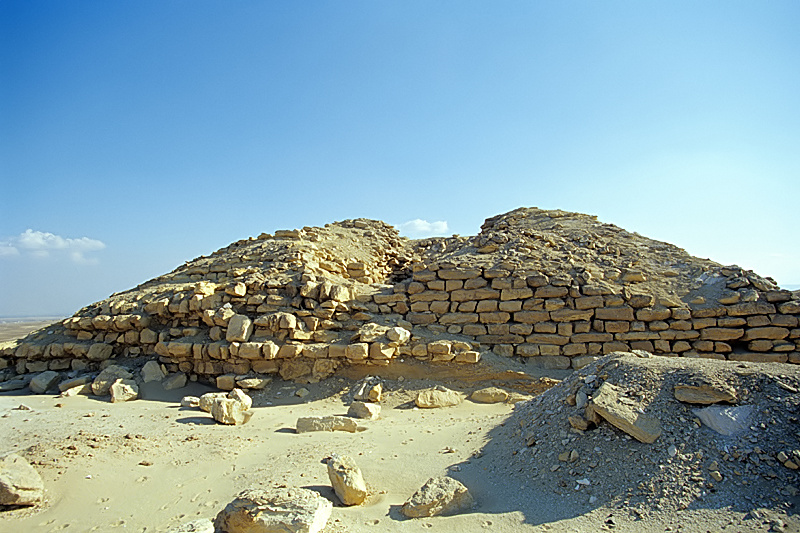
Restos de la pirámide de Seila.

## Historia
Junto con otras pirámides situadas en el sur de Egipto, como las de Elefantina, Ombos, Edfu, Hieracómpolis, Abidos y Zawyet el-Maiyitin, está lejos de las grandes pirámides y ha sido poco estudiada.
Fue construida por Seneferu, el faraón fundador de la cuarta dinastía, pero se desconoce cuál era su función. Fue descubierta a principios del siglo XX por el egiptólogo alemán Ludwig Borchardt,[cita requerida] quien la examinó someramente, tal como hicieron el egiptólogo inglés William Petrie y otros. En la década de 1980 se llevaron a cabo tareas de desescombramiento a cargo de la universidad estadounidense Brigham Young y el egiptólogo egipcio Nabil Swelim.

## Características
La pirámide tenía cuatro gradas y medía unos 31 m de lado, con una pendiente de 76°. Sus caras están orientadas hacia los puntos cardinales, con un pequeño error de 0,5°, lo que la diferencia de las otras seis pequeñas pirámides. La estructura y la mampostería indican que este edificio fue, muy probablemente, anterior a las demás pirámides construidas por Seneferu.
Posee dos pequeñas capillas en sus lados norte y este. La oriental es de ladrillo, y contiene un altar, una estatua y una estela con el nombre de Seneferu.
Se desconoce su destino, podría ser tanto para cenotafio como tumba u otro, aunque algunos egiptólogos creen que fue construida como tumba de la reina Hetepheres I, esposa de Seneferu y madre de Jufu, enterrada finalmente por éste en su complejo funerario de Guiza. Este destino es poco probable, ya que la pirámide no tiene cámara funeraria aunque sí dos estelas, una mesa para ofrendas y restos de una calzada procesional, descubiertos por una expedición de 1987 dirigida por Swelim. Una de las estelas tiene el nombre de Seneferu, lo que informó de la identidad de su constructor. El arqueólogo Aidan Dodson conjetura que ésta y otras pirámides pequeñas similares pudieran ser monumentos conmemorativos de algún tipo de visita real.

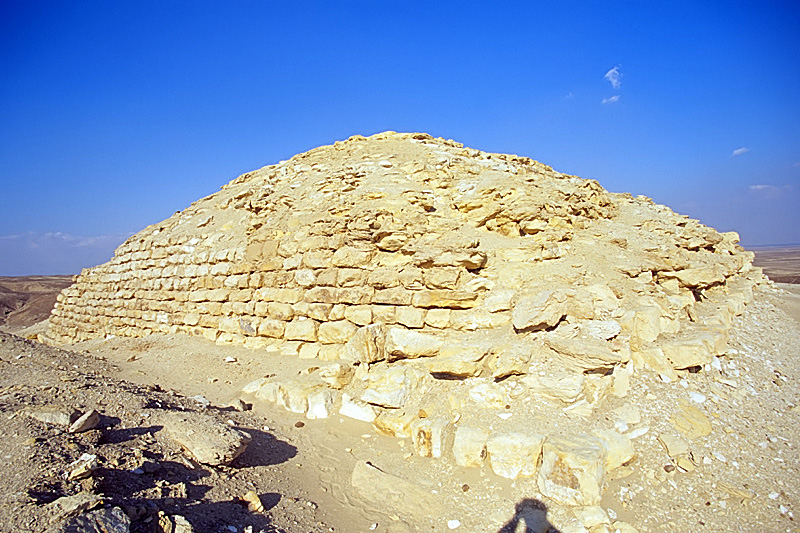
Cara norte de la pirámide de Seila.

### Citas
1. 1 2 3 4 5 6 7  Dodson, p. 74.
2. ↑  archive.org
3. ↑  Belmonte, Shaltout y Fekhri: op. cit., pág. 70.
4. ↑  Lauer: op. cit., pag. 110.
5. ↑  Verner: op. cit., pp. 168-169.
6. ↑  Leher: op. cit., pág. 96.